# 다두정
다두정, 다두정치, 다두제, 폴리아키(Polyarchy, poly=많은, arkhe=규칙)는 정치학에서 로버트 앨런 달이 여러 사람에게 권력이 투자되는 정부 형태를 설명하기 위해 사용되었다. 이는 독재도 민주주의도 아닌 형태를 취하고 있다. 이러한 형태의 정부는 미국과 프랑스에서 처음 시행되었으며 점차 다른 국가에서도 채택되었다. 달에 따르면 다두제는 민주주의와 다르다. 근본적인 민주주의 원칙은 "정치적 평등으로 간주되는 시민의 선호에 정부가 지속적으로 대응하는 것"이기 때문에 기회가 손상되지 않기 때문이다. 다두제는 민주주의 원칙을 따르기 위해 필요한 조건인 특정 절차를 갖춘 정부 형태이다.
겉보기에 "다정제(polycracy)"라는 단어는 전제가 약간 다르지만 동일한 정부 형태를 설명한다. 다정제는 전제 정치와 달리 한 명 이상의 사람이 통치하는 사회이다. 이 단어는 그리스어 폴리("많은")와 크라토스("규칙" 또는 "강함")에서 파생되었다.

## 같이 보기
- 시민 사회
- 거버넌스